# Dambeck (Bobitz)
Dambeck ist ein Ortsteil der Gemeinde Bobitz im Landkreis Nordwestmecklenburg in Mecklenburg-Vorpommern.

## Geografie und Verkehrsanbindung
Dambeck liegt südöstlich des Kernortes Bobitz. Nordöstlich verläuft die Landesstraße L 031 und nordwestlich die B 208. Am nordöstlichen Ortsrand liegt der Kleine Dambecker See und etwas weiter entfernt südöstlich der Große Dambecker See.

## Sehenswürdigkeiten
Als Baudenkmale sind ausgewiesen (siehe Liste der Baudenkmale in Bobitz#Dambeck):
- Die Dorfkirche ist ein gotischer Backsteinbau aus der zweiten Hälfte des 14. Jahrhunderts. Er wurde über einem Feldsteinfundament errichtet. Die Kirche ist von einem Friedhof mit einer Feldsteinmauer umgeben.
- Pfarrhof, der aus Wohnhaus und Scheune besteht (Am Kirchberg 1)
- Tagelöhnerkaten (Alte Salzstraße 17, 19–21, 23–25)
- ehemaliges Rasthaus und Schmiede (Alte Salzstraße 18; „Strohkaten“)
- Tagelöhnerkaten und Scheunengebäude (Alte Salzstraße 20)
- Kopfsteinpflasterstraße zum ehemaligen Gutshaus mit begrenzenden Feldsteinmauern und Allee (Zum See)
- Mühle (Zur Mühle 2)